# Festival interceltique de Lorient 2010
La 40e édition du Festival interceltique de Lorient se déroule du 6 au 15 août 2010. La Bretagne est la nation celtique mise en avant pour cette édition.
Côté programmation, le festival reçoit The Cranberries, Luz Casal, Rokia Traoré, Capercaillie, Gilles Servat, Soldat Louis, Gwendal, le Didier Squiban Quintet, Milladoiro, La Bottine souriante, Nolwenn Korbell, Cécile Corbel, Skolvan, Soïg Sibéril, Sylvain Barou et Fayo. Alan Stivell fête des quarante ans de carrière (Emerald tour) avec le Bagad de Lann-Bihoué et l'Ensemble choral du Bout du Monde. Dan Ar Braz joue « Concert pour Celtes en devenir », un spectacle pour enfants.

## Concours
Pour la sixième fois, le Trophée MacCrimmon pour soliste de great Highland bagpipe est remporté par Robert Watt, qui gagne également le concours Kitchen Music.
Le Trophée MacCrimmon pour soliste de gaïta est remporté par l'Asturien Andrea Joglar.
Le Concours International de Pibroc’h est remporté par Stuart Easton.
Le Trophée Paysan breton-Matilin an Dall pour couple de sonneurs est remporté par les jumeaux Tangi Josset et Yannick Martin.
Le Trophée de musique celtique Loïc Raison pour les nouveaux talents est remporté par le groupe gallois Calan (en).
Le Trophée Botuha (pour les sonneurs de moins de 20 ans) est remporté par Ewen Couriaut.
Le concours d'accordéon est remporté par Marcos Garcia Alonso .
Le Trophée de harpe Camac est remporté par Nicolas Cadoret.

## Fonctionnement
800 000 festivaliers sont comptabilisés lors de cette édition, ce qui constitue alors un record de fréquentation pour la structure. Le nombre d'entrées payantes s'établit lui à 115 000, contre 80 000 l'année précédente.

## Discographie
Dès le printemps paraît une compilation contenant des titres des principaux artistes invités au festival :
- 2010 : 40ème Festival Interceltique de Lorient : Année de la Bretagne (Keltia)| No  | Titre                                                      | Durée |
| --- | ---------------------------------------------------------- | ----- |
| 1.  | Alan Stivell - Brittany's                                  |       |
| 2.  | Luz Casal - Historia De Un Amor                            |       |
| 3.  | The Cranberries - Zombie                                   |       |
| 4.  | Navigators - Donald Macgilliavry                           |       |
| 5.  | Soldat Louis - Tonton Louis                                |       |
| 6.  | Feufollet - Femme L'a Dit                                  |       |
| 7.  | Llan De Cubel - Urbies                                     |       |
| 8.  | Soïg Sibéril - Trois Rivières                              |       |
| 9.  | Frigg - Jalla Jalla                                        |       |
| 10. | Didier Squiban -La Mer Est Immense                         |       |
| 11. | La Bottine Souriante - La Vie D'un Garçon                  |       |
| 12. | Session A9 - Trip To Austin/The Armbreaker                 |       |
| 13. | Raggalendo - Behr De Behr                                  |       |
| 14. | Milladoiro - A Quinta Das Lagrimas                         |       |
| 15. | Capercaillie - Him Bo                                      |       |
| 16. | Nuala Kennedy - Over To Brittany                           |       |
| 17. | Nolwenn Korbel - Kuit                                      |       |
| 18. | Sylvain Barou - Squares Of Crossmaglen/Evening Comes Early |       |
| 19. | Gwendal - Gave Hot                                         |       |

## Sources